# Gare de Kyūhōji
La gare de Kyūhōji (久宝寺駅, Kyūhōji-eki) est une gare ferroviaire de la ville de Yao dans la préfecture d'Osaka au Japon. Elle est gérée par la JR West.

## Situation ferroviaire
La gare de Kyūhōji est située au point kilométrique (PK) 164,3 de la ligne principale Kansai (PK 43,4 de la ligne Yamatoji). Elle marque la fin de la ligne Osaka Higashi.

## Histoire
La gare est inaugurée le 1er décembre 1910. En 1997, elle a été déplacée de 150 mètres vers le Nord.

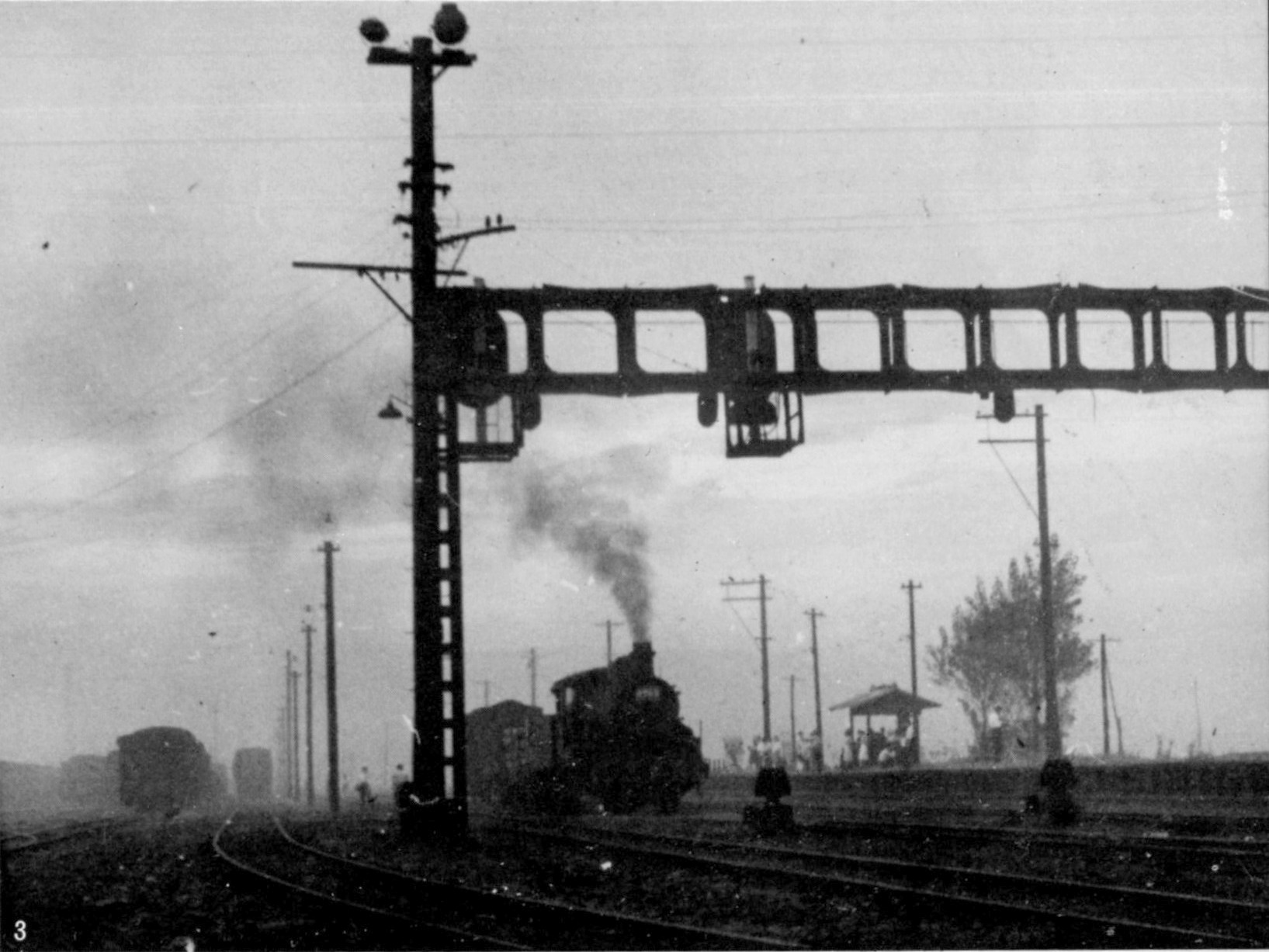
La Gare de Kyūhōji en 1946

## Service des voyageurs

### Accès et accueil
La gare dispose d'un bâtiment voyageurs, avec guichet, ouvert tous les jours.

### Desserte
- Ligne Yamatoji :
  - voies  1 et 2 : Nara et Takada
  - voies 3 et 4 : direction Tennōji et JR Namba

- Ligne Osaka Higashi :
  - voie 3 : direction Hanaten (interconnexion avec la ligne Katamachi pour Kyōbashi)